# Holger Stanislawski
Holger „Stani“ Stanislawski (* 26. September 1969 in Hamburg) ist ein ehemaliger deutscher Fußballspieler und -trainer und derzeitiger Unternehmer.

## Spielerkarriere
Holger Stanislawski begann das Fußballspielen im Alter von acht Jahren beim Bramfelder SV. 1985 wurde er in die bundesdeutsche Jugendnationalmannschaft berufen. Mit dem Hamburger SV wurde er A-Jugendmeister in der Regionalliga Nord. 1988 wurde er beim HSV in die Amateurmannschaft hochgezogen, mit der er in der Verbandsliga Hamburg antrat und 1989 den Oberliga-Aufstieg schaffte. Zur Saison 1989/90 ging er zum Barsbütteler SV, wechselte 1992 zum SC Concordia von 1907 und wurde mit dem Verein Meister in der Verbandsliga Hamburg. Stanislawski rückte mit seinen Leistungen in das Blickfeld mehrerer Bundesligisten, darunter Bayer Leverkusen und seines ehemaligen Vereins, des HSV. Im Januar 1993 nahm er beim VfB Stuttgart an einem Probetraining teil.
Ab Juli 1993 spielte Stanislawski in 260 Pflichtspielen (darunter 79 Erstligaeinsätze) für den FC St. Pauli auf der Position des Libero. In der Bundesligasaison 2001/02 war er beim legendären 2:1-Heimsieg gegen den FC Bayern München einer der „Weltpokalsiegerbesieger“. Aufgrund eines am 9. August 2003 erlittenen Bänderrisses im rechten Knie und einer damit verbundenen langwierigen Entzündung musste der Mannschaftskapitän seine Profikarriere beenden. Einen letzten Kurzeinsatz hatte er am 30. Mai 2004 beim Spiel gegen den KFC Uerdingen 05.

## Trainerkarriere

### FC St. Pauli

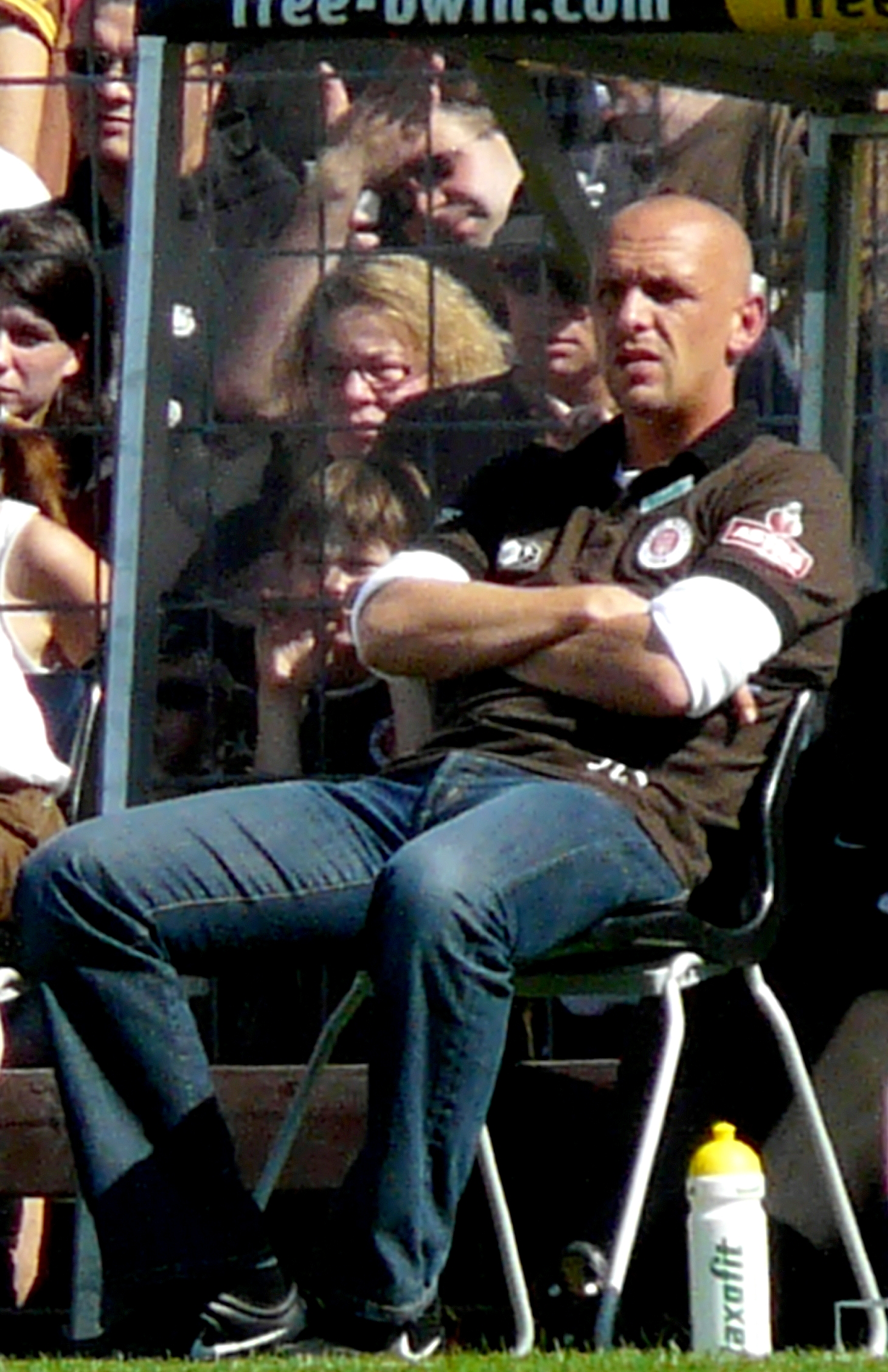
Stanislawski beim FC St. Pauli auf der Bank (2008)

Am 20. November 2006 übernahm Stanislawski mit dem Co-Trainer André Trulsen  nach der Beurlaubung des Cheftrainers Andreas Bergmann kommissarisch die Trainingsleitung. Zunächst behielt er seine Rolle als sportlicher Leiter des Vereins bei. Stanislawski und Trulsen wurden bald darauf bis zum Ende der Spielzeit 2006/07 als Trainergespann bestätigt und schafften gleich den Aufstieg in die 2. Bundesliga. Daraufhin verlängerte Stanislawski seinen Vertrag als Cheftrainer um zwei Jahre bis zum 30. Juni 2009. Da er nicht über die für den deutschen Profifußball vorgeschriebene Lizenz verfügte, verweigerte die Deutsche Fußball Liga allerdings seine Anerkennung als Vereinstrainer. Daher wurde der vormalige Co-Trainer André Trulsen zum Cheftrainer für die Saison 2007/08 ernannt, Stanislawski übernahm die Rolle des Teamchefs. Im Laufe der Saison belegte Stanislawski die für die B- und A-Lizenz eines DFB-Trainers nötigen Kurse. Zudem hatte er immer noch das Amt des sportlichen Leiters inne, bis Helmut Schulte dieses am 1. März 2008 übernahm.
Zur Saison 2008/09 wurde Stanislawski nun auch offiziell Cheftrainer des FC St. Pauli und Trulsen wieder Co-Trainer. Parallel zum laufenden Ligabetrieb absolvierte Stanislawski in Köln den elf Monate dauernden Kurs zum Fußballlehrer und schloss diesen als Jahrgangsbester ab. In der Saison 2009/10 schaffte „Stani“ mit seinem Team den Aufstieg in die 1. Bundesliga. In der folgenden Saison 2010/11 stieg der Verein unter seiner Leitung allerdings direkt wieder ab. Bereits am 13. April 2011 hatte Stanislawski bekanntgegeben, dass er den FC St. Pauli am Ende der Saison verlassen werde.

### TSG 1899 Hoffenheim
Im Juli 2011 wurde er Cheftrainer bei der TSG 1899 Hoffenheim. Am 9. Februar 2012 trennten sich Stanislawski und der Verein. Mit ihm verließen auch seine Co-Trainer André Trulsen und Klaus-Peter Nemet Hoffenheim.

### 1. FC Köln
Zur Saison 2012/13 wurde Stanislawski Trainer des 1. FC Köln, der in die 2. Bundesliga abgestiegen war. Als seine Co-Trainer wurden Trulsen und Nemet ebenfalls verpflichtet. Am 18. Mai 2013, einen Tag vor Saisonende, gab der 1. FC Köln bekannt, dass Stanislawskis Wunsch nach sofortiger Auflösung seines Vertrages stattgegeben wurde. Als Grund nannte Stanislawski, dass er das selbstgesteckte Ziel in Bezug auf einen Aufstiegs- oder Relegationsplatz mit dem fünften Platz knapp nicht erreicht habe.

## Persönliches
Der gelernte Masseur Stanislawski ließ sich nach dem Ende seiner aktiven Spielerlaufbahn zum Sportmanager umschulen und erlangte mit dem Sportfachwirt einen höheren kaufmännischen Abschluss. Danach war er als Manager und Vizepräsident des FC St. Pauli für den sportlichen Bereich verantwortlich. Im Juni 2014 übernahm er gemeinsam mit dem ehemaligen HSV-Spieler Alexander Laas die Geschäftsführung eines Rewe-Markts im Hamburger Stadtteil Winterhude. Stanislawski schloss jedoch nicht aus, als Trainer in den Profifußball zurückzukehren.
Seit August 2015 ist Stanislawski als Fußball-Experte für die ZDF-Sportreportage tätig. Auch bei der EM 2016, beim Confed Cup 2017 und bei der WM 2018 trat er in dieser Funktion auf.
Stanislawski war als Jugendlicher Anhänger des 1. FC Nürnberg.